# Adolf Treberer-Treberspurg

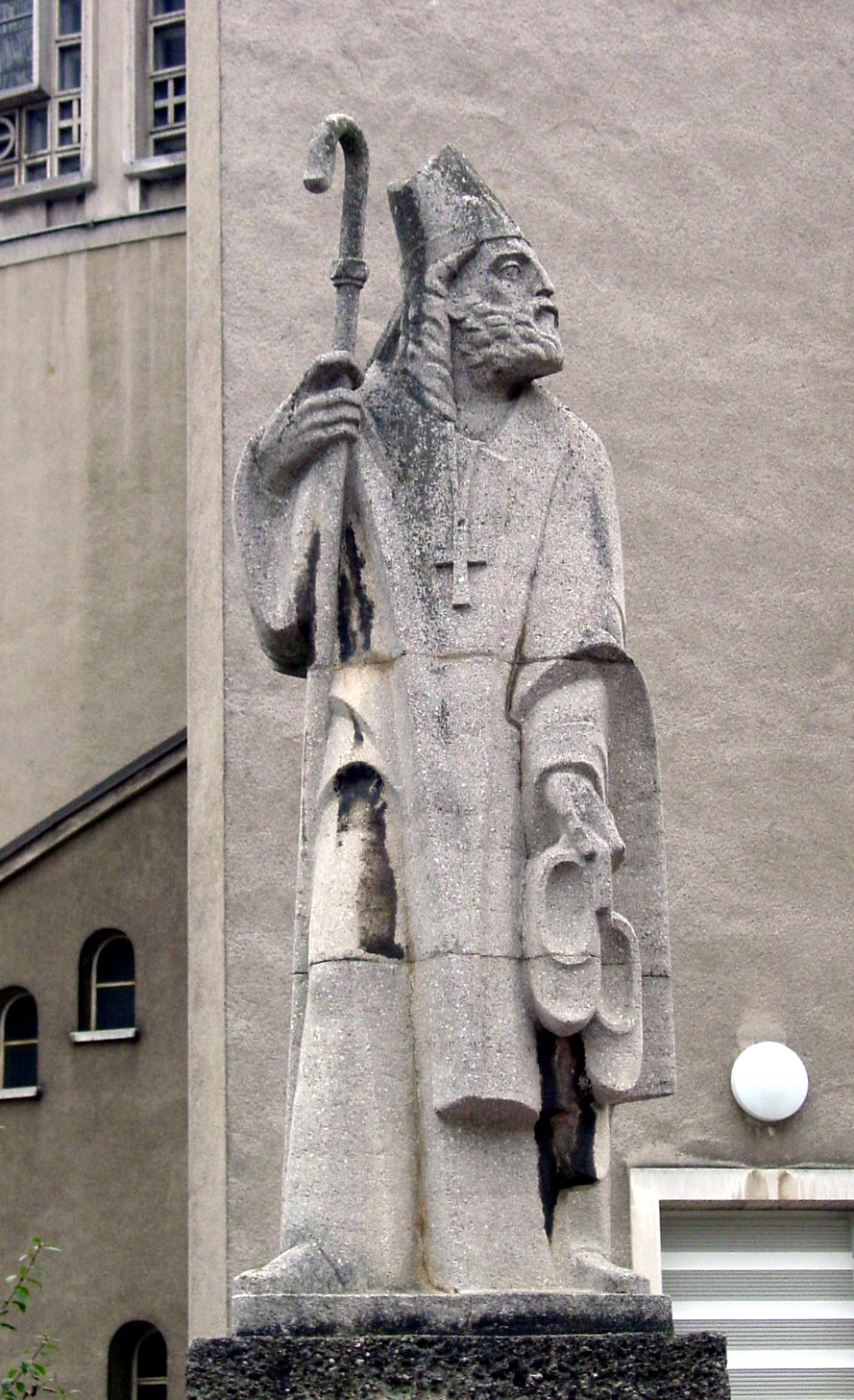
Statue des Hl. Servatius vor der Pfarrkirche Liesing, Werk von Adolf Treberer-Treberspurg

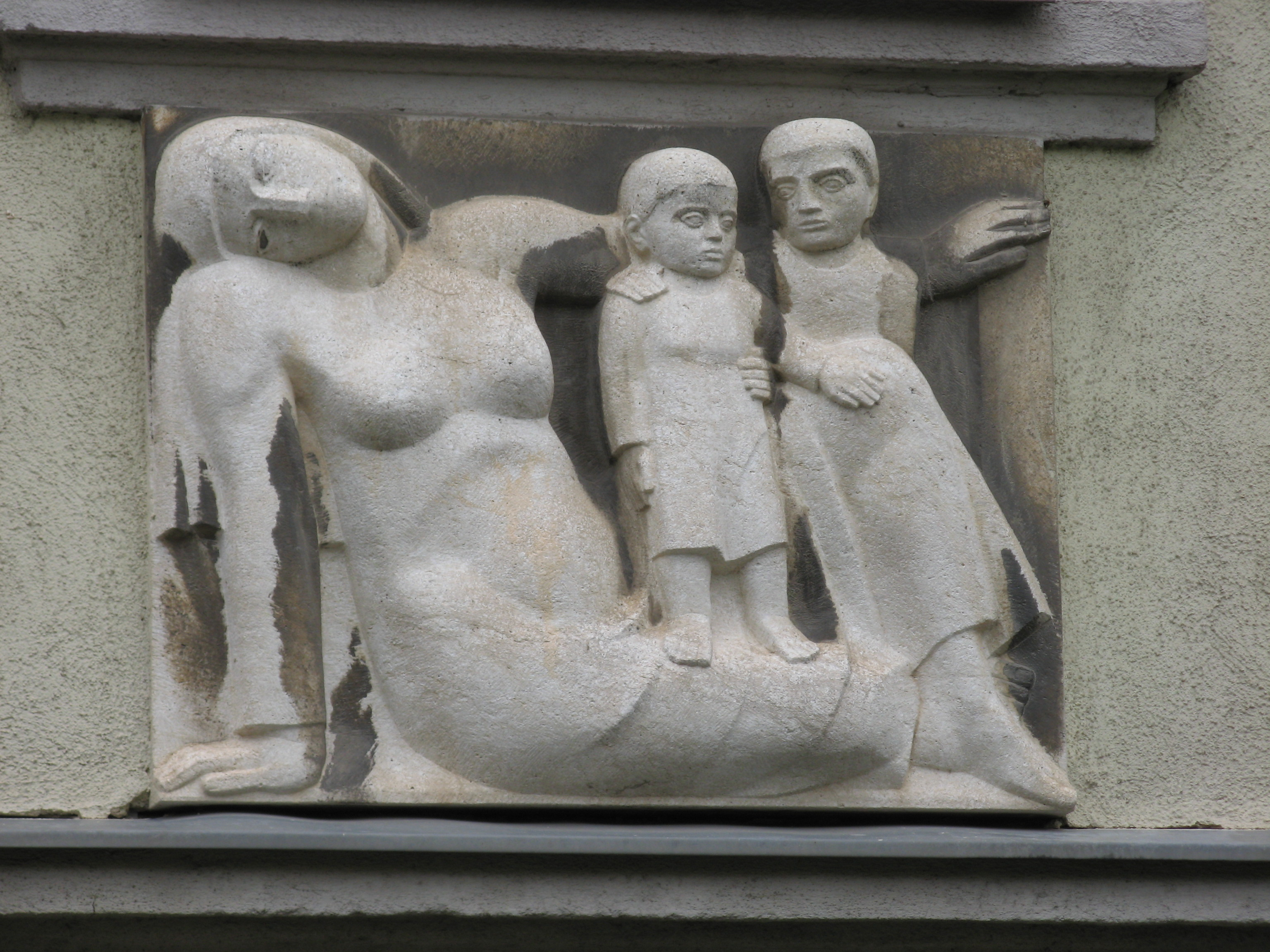
Mutter mit Kindern, an der Hohenbergstraße in Wien-Meidling

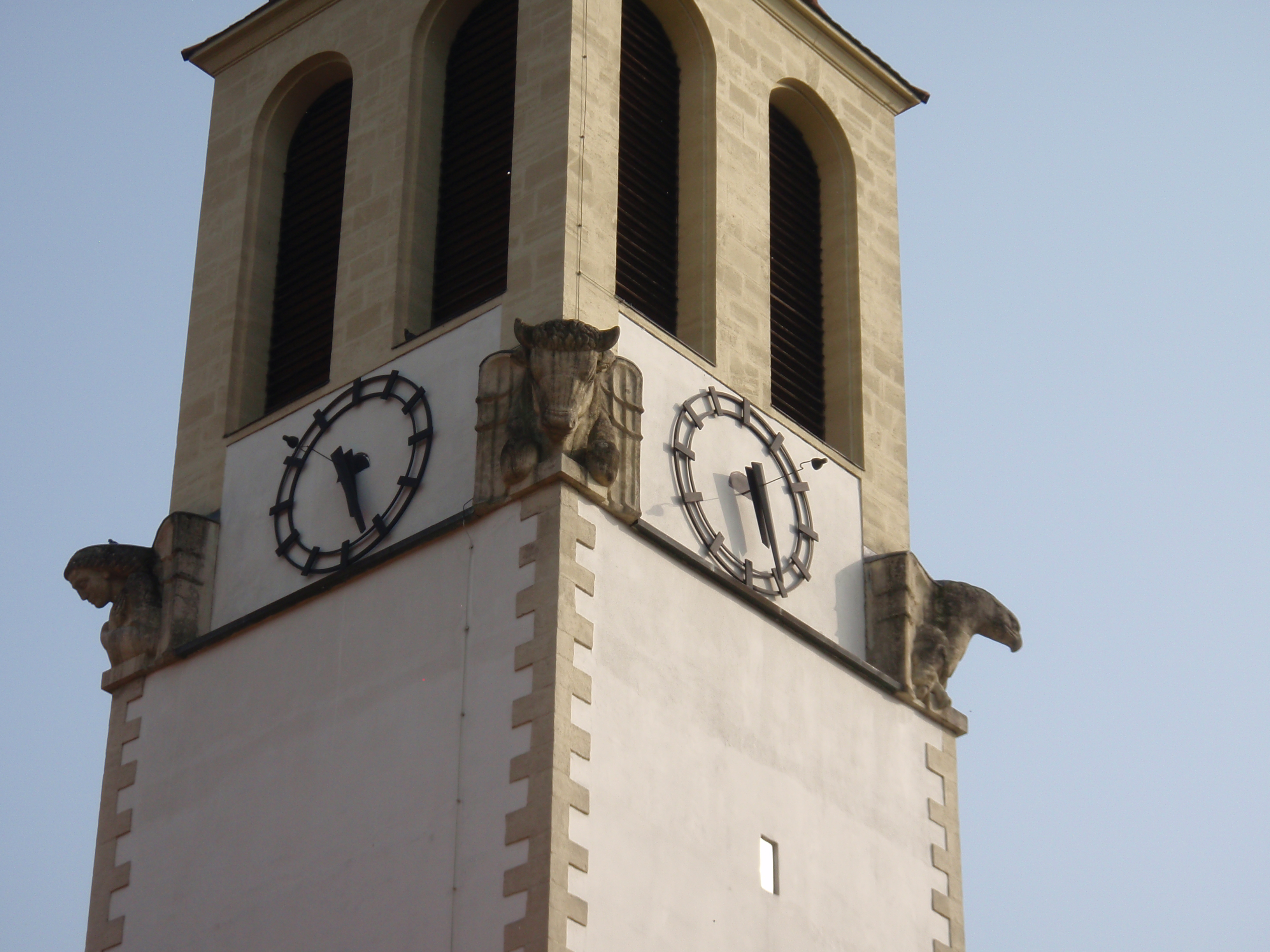
Vier Evangelisten am Kirchturm der röm.-kath. Herz-Jesu-Friedenskirche „Wienerwalddom“ in Eichgraben. Diese 2,15 m hohen, geflügelten Plastiken aus St. Margarethener Kalksandstein – einer Menschenbüste im Osten versinnbildlicht Matthäus, einer Löwenbüste im Süden Markus, einer Stierbüste im Norden Lukas und eines Adlers im Westen Johannes – stammen von Adolf Treberer-Treberspurg.

Adolf Treberer-Treberspurg (* 7. Jänner 1911 in Wilhelmsburg; † 23. Oktober 1955 in Wien) war ein österreichischer Bildhauer. Seine größtenteils sakralen und religiös inspirierten Werke zeichnen sich durch eine geistige Nähe zum Expressionismus und der Moderne aus.

## Leben
Adolf Treberer-Treberspurg (A.T.-T.) wurde 1911 als siebentes Kind eines Sattelmachers geboren. Seine handwerkliche Ausbildung begann schon früh in der Bundeslehranstalt für Holzbearbeitung in Hallstatt (1925–1929) und wurde durch das Studium der Bildhauerei an der Kunstgewerbeschule in Wien (später Universität für angewandte Kunst Wien) und der Akademie der bildenden Künste Wien 1934 vollendet. Zu seinen Lehrern zählten Eugen Steinhof, Clemens Holzmeister und vor allem Anton Hanak, dessen Meisterklasse er besuchte. Anton Hanak, zu dem ihn bis an dessen Tod eine persönliche Freundschaft verband übte prägenden Einfluss auf die Kunst und das Kunstverständnis A. T.-T.s. Er vermittelte A. T.-T. während der Studienzeit Auftragsarbeiten und wählte ihn als einen seiner Schüler zur Mitarbeit am monumentalen Denkmal der Sicherheit in Ankara aus.
Die damals gegründete türkische Republik war besonders an der Arbeit westlicher Künstler interessiert, so dass es A. T.-T. in den Jahren von 1936 bis 1938 möglich war als freischaffender Künstler zu leben. 1938 erlangte er durch eine Berufung von Rudolf Belling eine Stelle als Professor für Holz-, Steinbildhauerei und ornamentale Schrift an der staatlichen türkischen Kunstakademie in Istanbul. Erst nach Kriegsbeginn sah er sich 1941 aufgrund politischen Drucks genötigt die Türkei zu verlassen und kehrte nach Österreich zurück, wo er noch im selben Jahr zur deutschen Wehrmacht einberufen wurde.
Nach kurzer Kriegsgefangenschaft wirkte A. T.-T. als freiberuflicher Künstler. Der Großteil seiner Werke fällt in diese Schaffensperiode und besteht v. a. in Auftragswerken der katholischen Kirche und der zweiten Republik. Neben diesen öffentlichen Werken entstanden in ähnlichem Umfang freie Arbeiten, die durch Ausstellungen in der Wiener Seccesion, dem Künstlerhaus Wien und dem Künstlerhaus Salzburg seinen künstlerischen Ruf prägten. Er war aktives Mitglied des Künstlerhauses in Wien.

## Werke
Auftragswerke
- Wien
  - Österreichisches Staatswappen der Albertina (Wien), 1951
  - Relief Mutter mit Kindern an der Hohenbergstraße 14–16, 1953
  - Statue des heiligen Servatius Pfarrkirche Liesing, 1954
  - Figur des heiligen Severin Lazaristenkirche (Währing), 1952
  - Vogeltrinkbrunnen der Stadtgemeinde Wien, 1954
- Niederösterreich
  - Reliefs der Erzengel Michael und Gabriel Herz-Jesu-Kirche (Gmünd), 1953
  - Schubertdenkmal in Wilhelmsburg, 1931
  - Kriegerdenkmal in Wilhelmsburg in Zusammenarbeit mit Anton Hanak, 1932
  - Reliefs und Evangelistendarstellungen der Prandauerkirche in St. Pölten, 1949–1950
  - Überlebensgroße Turmplastiken und Kreuzigungsgruppe der Kirche in Eichgraben, 1949–1950
  - Hochaltarplastik der Kirche Ulmerfeld bei Amstetten, 1953 (siehe Pfarrkirche Ulmerfeld)
- Türkei
  - Teile des Denkmals des Vertrauens in Ankara (Güven Anıtı), 1936
  - Porträtbüste Mustafa Kemal Atatürk, 1938
  - Überlebensgroße Porträtbüste İsmet İnönü, im Auftrag der Stadt Ankara, 1938

Freie Arbeiten
Die freien Arbeiten A.T.T.s konzentrieren sich neben religiösen Themen vor allem auf die unterschiedliche Darstellung der Motive „Mutter und Kind“ und „Umarmung“.
- Umarmung, Bronzeguss 1949